# Ostrá (Velká Fatra)

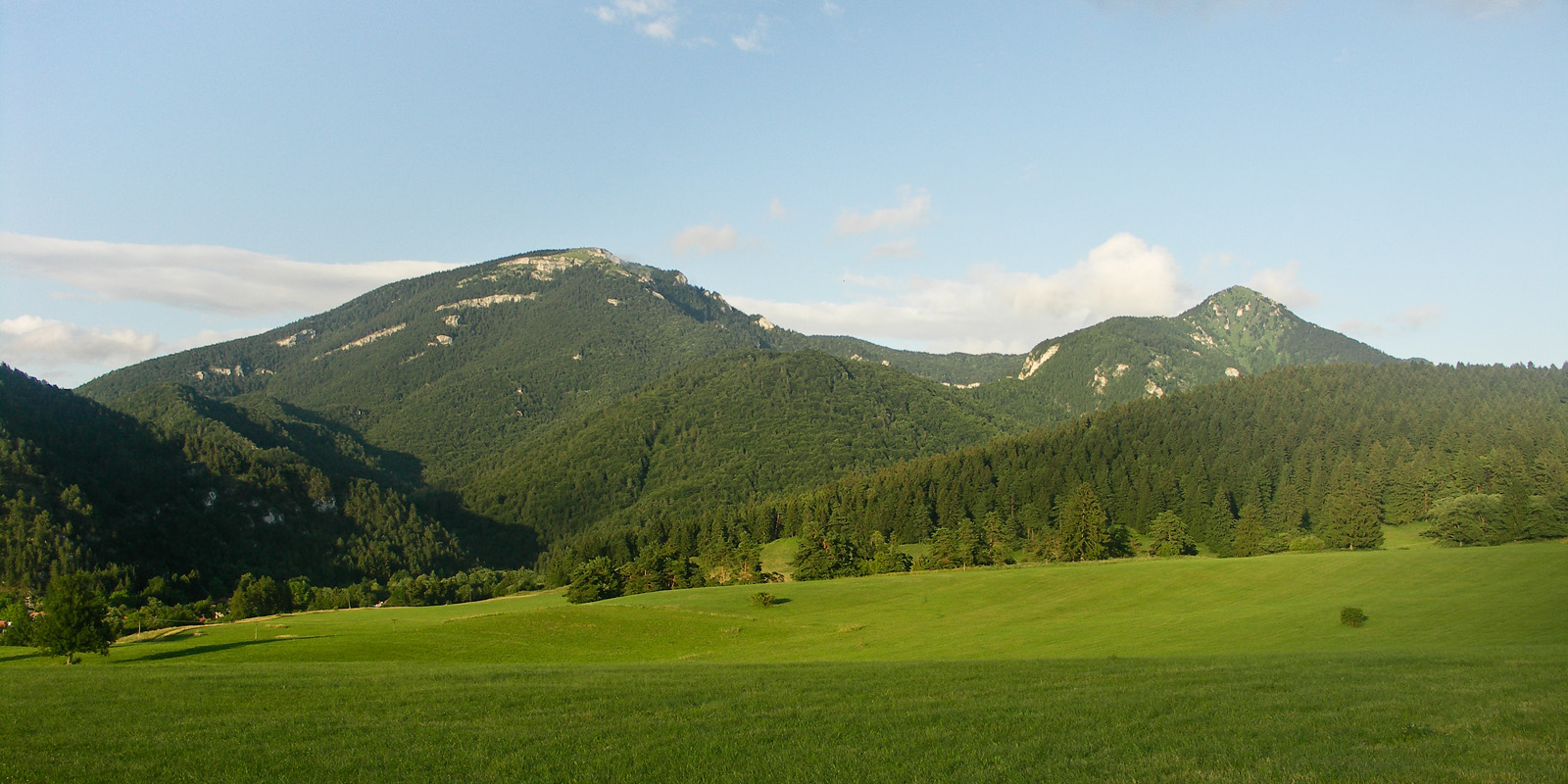
Tlstá a Ostrá od Blatnice

Ostrá je vrchol v jihozápadní části Velké Fatry na Slovensku. V tomto pohoří je Ostrá považována za jednu z nejkrásnějších hor. Její výška je 1247 metrů. Má dva skalnaté vrcholy s vápencovými věžemi a úzkým skalním oknem. Z vrcholu se otevírá výborný výhled na Drieňok, Tlstou, Turiecké údolí a okolní pohoří.